# Mimochroa angulifascia
Mimochroa angulifascia är en fjärilsart som beskrevs av Moore 1888. Mimochroa angulifascia ingår i släktet Mimochroa och familjen mätare. Inga underarter finns listade i Catalogue of Life.